# Aponogeton ranunculiflorus
Aponogeton ranunculiflorus är en enhjärtbladig växtart som beskrevs av Jacot Guill. och Wessel Marais. Aponogeton ranunculiflorus ingår i släktet Aponogeton och familjen Aponogetonaceae. IUCN kategoriserar arten globalt som starkt hotad. Inga underarter finns listade.